# Церква Святого Петра (Лейден)

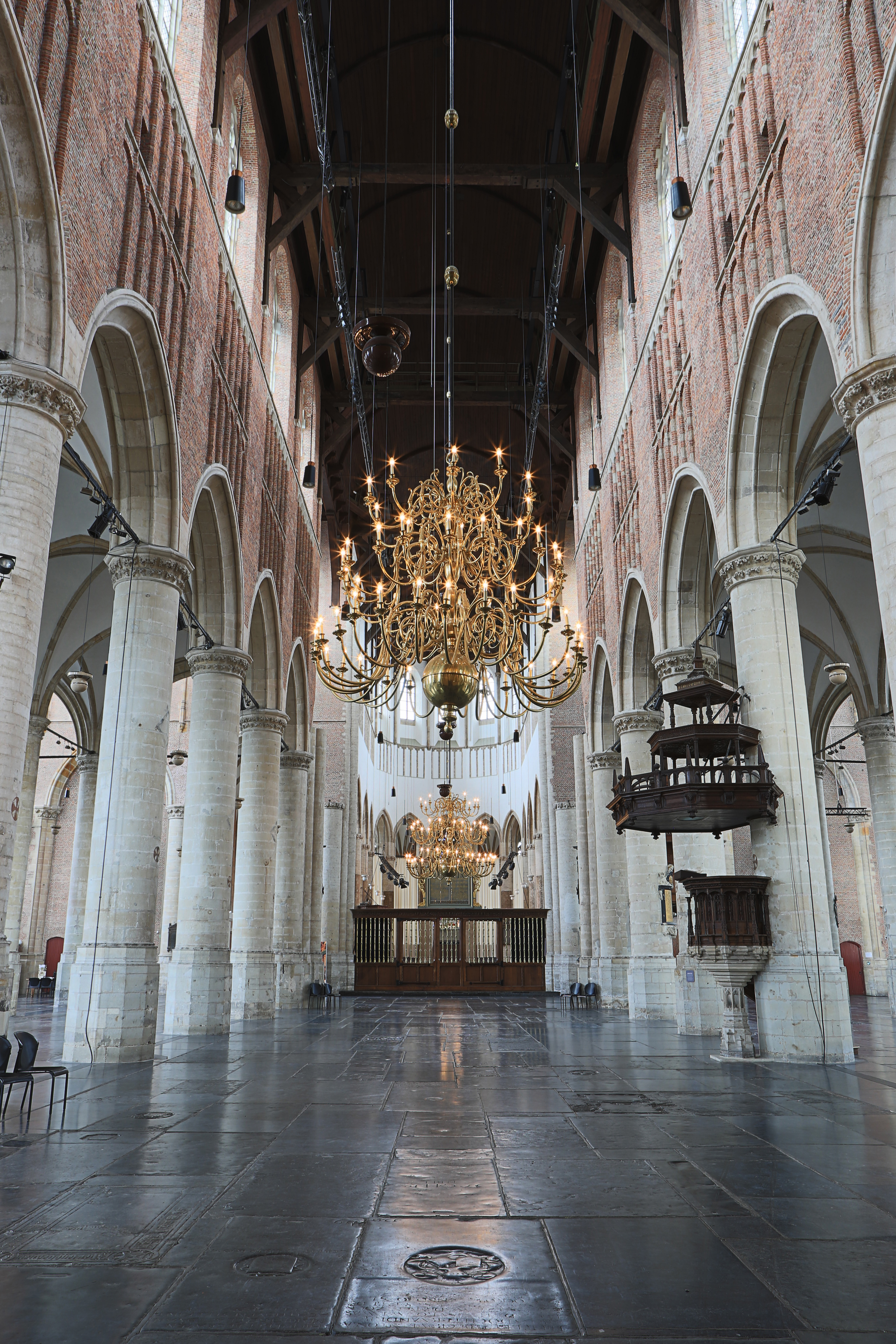
Церква св. Петра, Лейден

Церква Святого Петра, церква пілігрімів — найбільша готична церква XV століття у місті Лейден у Південній Голландії.

## Історія
1609 року у місто Лейден прибули англійські пуритани разом зі своїм наставником Джоном Робінсоном. Через 11 років, 1620 року на кораблі «Мейфлавер», англійські пілігрими відпливли до Америки, де, у Плімуті, заснували свою першу колонію. Про цей історичний факт розповідається на меморіальній табличці, розташованій на південному фасаді храму.

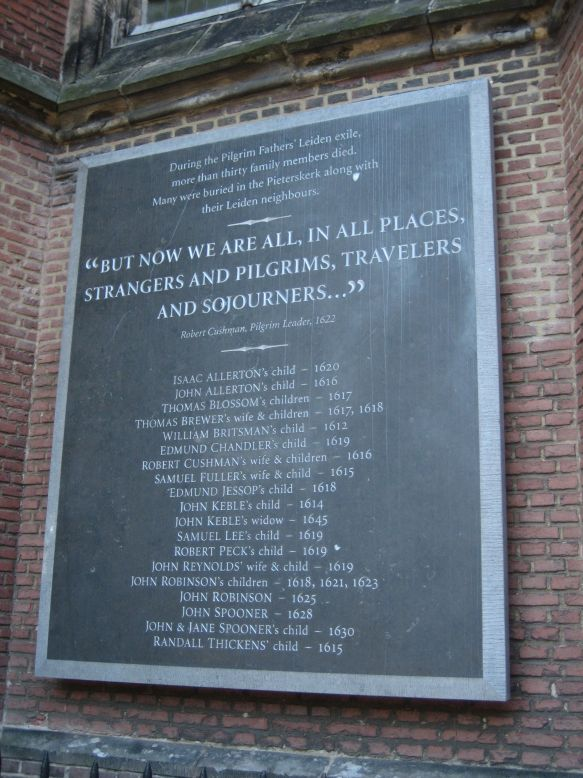
Меморіальна дошка пілігрімів

Сама ж історія церкви починається набагато раніше, 1100 року. Тоді Лейден був маленьким містом, великий храм йому не потрібний, і на місці Церкви Святого Петра стояла невелика каплиця. Але селище розросталося, збільшувалася кількість парафіян, і в XV столітті в Лейден з'явилася готична церква, у тому вигляді, в якому ми її бачимо зараз.
Шпилі, дивовижні прикраси, вітражі — все це створювали найкращі архітектори того часу. А вартість їхніх робіт оцінювалась у цілий стан.

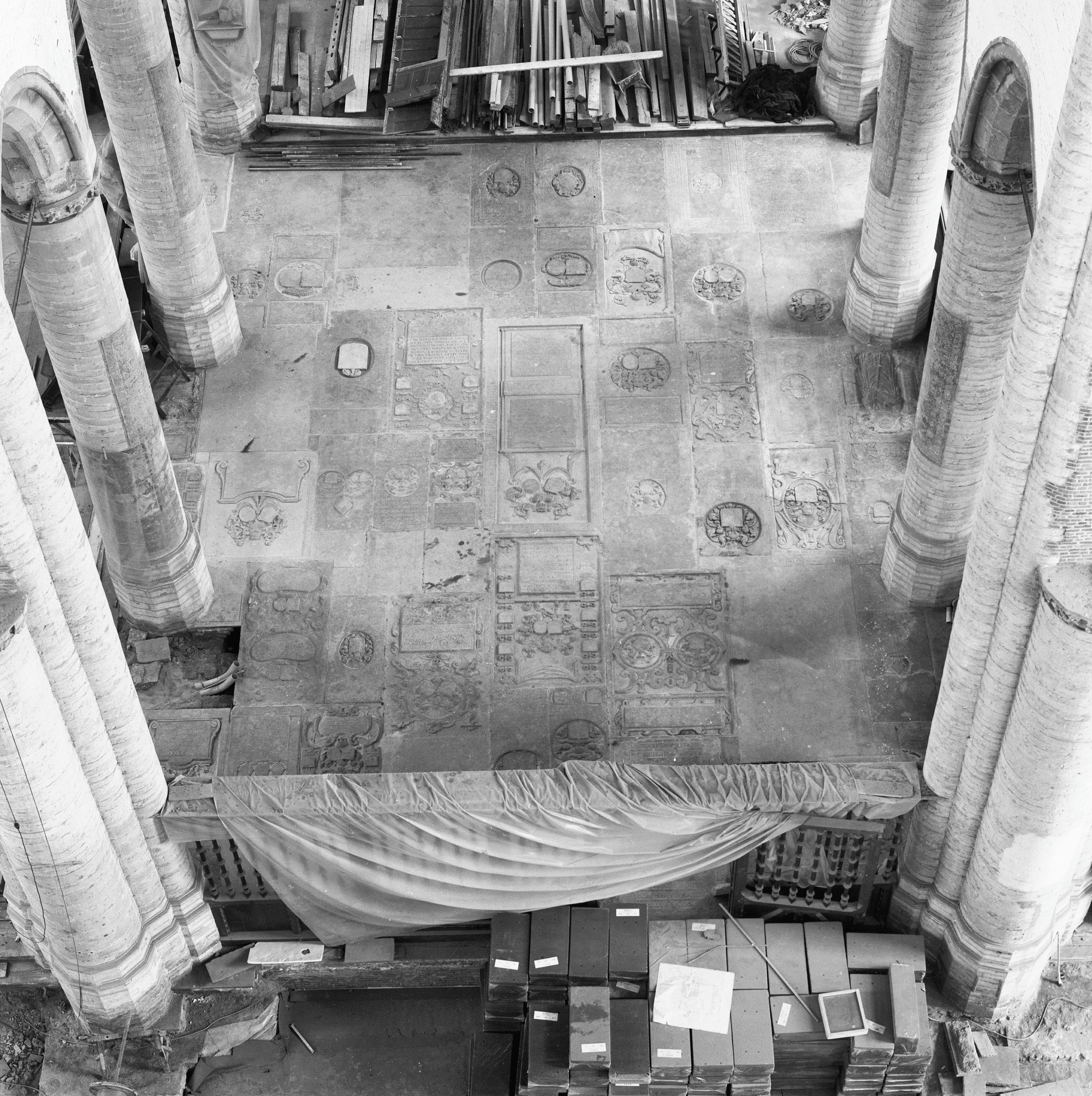
Реставрація храму

У період Реформації, коли активно боролися з релігійним мистецтвом, було знищено майже всі вітражі. Те, що від них залишилося, зруйнував вибух, який пролунав у 1807 році — у центрі Лейдена вибухнули кілька бочок із порохом.
Була біля церкви і велика дзвіниця, про яку можна судити лише з історичних записів. Декілька сотень років мешканці Лейдена зводили високу вежу, яка досягла 110 метрів. Її називали Морський цар, оскільки вона служила маяком для моряків. Але, в 1512 році під час сильного пориву вітру вежа впала. Відновлювати її не стали, вважаючи це знаком згори.
У 2000—2010 роках у храмі було проведено масштабну реставрацію, в тому числі, відтворили більшу частину вітражів.
Сьогодні Церква Святого Петра — це не тільки храм, а творчий простір, де проводяться виставки та концерти. Її головна гордість — орган Ван Хагербера, створений у XV столітті.

## Особливості церкви
Церква має пам'ятник Вурхаа, зроблений із з білого та чорного мармуру; зображують особи у чотирьох віках людського життя: дитинство, юність, зрілість і старість.